# Balthasar Resinarius
Balthasar Resinarius, vlastním jménem patrně Balthasar Harzer nebo Hartzer, (1486 nebo také 1485 případně 1480, Děčín, České království – 12. dubna 1544 nebo 1546, Česká Lípa, Habsburská monarchie) byl německý skladatel církevní hudby a jeden z prvních luteránů v Čechách.

## Život
Balthasar Resinarius se narodil v severočeském Děčíně. Nejprve byl sborovým zpěvákem u renesančního hudebního skladatele franko-vlámské školy Heinricha Isaaca v rámci dvorní kapely Maxmiliána I. Habsburského, potom studoval na Lipské univerzitě a později se stal katolickým knězem ve službách míšeňského biskupa Jana VI. ze Saalhausenu, resp. Hanuše ze Salhausenu. Byl jedním z prvních konvertitů k luteránské víře a později byl jmenován biskupem v České Lípě.
Resinarius byl jedním z nejdůležitějších představitelů první generace protestantských skladatelů. Přibližně 80 z jeho děl bylo v roce 1543 ve Wittenbergu vydáno německým tiskařem a kantorem od sv. Tomáše v Lipsku Georgem Rhauem. Jeho polyfonní kompozice s uplatněním stylu cantus firmus pokrývaly bezprostřední liturgickou poptávku rané luterské církve a odrážejí myšlenkový svět luteránství, v němž je zdůrazněn význam slova v hudební tvorbě.

## Dílo
- Sacrorum Hymnorum liber I. Ed. Georg Rhau (1542)
- Responsorium numero orctoginta de tempore et festis… libri duo. Ed. Georg Rhau (1543)
- Ach Gott, vom Himmel sieh darein (1544)
- Gelobet seist du, Jesu Christ (1544)
- Nun komm der Heiden Heiland (1544)

## Diskografie
- Nun bitten wir Heiligen Geist. In: NOVENKO, Michal. Organ music of Renaissance in Bohemia = [Varhanní hudba renesance v Čechách]. Praha: Rosa, ℗2001. 1 CD
- Nun bitten wir den Heiligen Geist; Komm, Gott Schöpfer, Heiliger Geist : vierstimmiger Satz. In: Geistliche Musik des Mittelalters. Heidelberg : Christophorus, [1992], 1966. 1 CD
- Verleih' uns Frieden gnädiglich : für 4 Stimmen. In: Da pacem : Vokalmusik zum Thema Frieden. Zürich : Musikszene Schweiz, 1995. 1 CD
- Verleih uns Frieden gnadiglich. In: Salzburg singt 1. MSc Media. (c) 2010. 1 CD
- Nu komm der Heiden Heiland; Gelobest seist du, Jesu Christ. In: Staroněmecké vánoční zpěvy. Kühnovi komorní sólisté, Symposium musicum, Pavel Kühn. Panton, 1993. CD